# 东北连翘
东北连翘（学名：Forsythia mandschurica）为木犀科连翘属下的一个种。